# Goriški pihalni orkester
Goriški pihalni orkester je ljubiteljski pihalni orkester s sedežem v Novi Gorici.
Ustanovljen je bil leta 1960 kot Godba na pihala Nova Gorica.
Vodi ga dirigent Sandi Cej.

## O orkestru
Orkester šteje okrog 50 članov.
Nastopa na prireditvah v okviru novogoriške občine, širše na Primorskem in v zamejstvu.

## Večji projekti
Goriški pihalni orkester sodeluje s podobnimi ljubiteljskimi sestavi in društvi v regiji, še posebej pri izvedbi večjih prireditev.

## Dirigenti orkestra
- Jožef Petrovič (1960–1962)[1][2]
- Franc Žižmond (1962–1971)
- Robert Bone (1971–1972)
- Stojan Ristovski (1972–1985)[3]
- Ladislav Leško (1985–1998)
- Aljoša Deferri (1998–2001)
- Črtomir Nanut (2001–2009)
- Sandi Cej (2009–danes)

## Nagrade in priznanja
- 1970 Opatija (Hrvaška): 1. festival gasilskih orkestrov Jugoslavije / Prvi jugoslovenski festival vatrogasnih orkestara – 4. mesto[4]
- 1981 Nova Gorica: 6. (izbirno) tekmovanje pihalnih orkestrov Slovenije – 3. mesto (I. kategorija)[4][5]
- 1999 Ormož: 6. tekmovanje godb Slovenije v zabavnem programu za pokal Ormoža 1999 – 1. mesto[4]
- 2000 Nova Gorica: Priznanja Mestne občine Nova Gorica v letu 2000 – diploma Mestne občine Nova Gorica[6][7]
- 2000 Ormož: 7. tekmovanje godb Slovenije v zabavnem programu za pokal Ormoža 2000 – 2. mesto
- 2001 Sv. Anton: 21. tekmovanje slovenskih godb – zlata plaketa (četrta težavnostna stopnja)
- 2002 Ilirska Bistrica: 22. tekmovanje slovenskih godb – zlata plaketa (tretja težavnostna stopnja)[8]
- 2003 Kamnik: 23. tekmovanje slovenskih godb – zlata plaketa (druga težavnostna stopnja)[9]
- 2005 Deskle: 25. tekmovanje slovenskih godb – zlata plaketa (prva težavnostna stopnja)[10][11]
- 2007 Ostrava (Češka): 13. mednarodno tekmovanje velikih pihalnih orkestrov / XIII. Mezinárodní soutěž velkých dechových orchestrů – srebrna plaketa (kategorija B)[12]
- 2008 Laško: 28. tekmovanje slovenskih godb – srebrna plaketa (prva težavnostna stopnja)[13]
- 2010 Ormož: 15. tekmovanje godb Slovenije v zabavnem programu za pokal Vinka Štrucla 2010 – zlata plaketa s pohvalo (kategorija do 40 članov) in pokal Vinka Štrucla (za doseženo prvo mesto), skupaj s Tatjano Mihelj[14][15]
- 2011 Split (Hrvaška): Srednjeevropski festival pihalnih orkestrov / Mitteleuropa Blasmusikfest – zlata plaketa s pohvalo (za 1. mesto v kategoriji A) in posebno priznanje (za najboljšo izvedbo obvezne skladbe)[16][17]
- 2011 Nova Gorica: Priznanja Mestne občine Nova Gorica v letu 2011 – nagrada Mestne občine Nova Gorica (ob 50-letnici delovanja in za dosežke na glasbenem področju)[18][7]
- 2013 Ormož: 18. tekmovanje godb Slovenije v zabavnem programu za pokal Vinka Štrucla – zlata plaketa[19][20]
- 2014 Prevalje: 34. tekmovanje slovenskih godb – zlata plaketa (prva težavnostna stopnja)[21][22][23][24]
- 2018 Opatija (Hrvaška): Srednjeevropski festival pihalnih orkestrov / Mitteleuropa Blasmusikfest 2018 – 3. mesto (kategorija B)[25]
- 2019 Ormož: 24. tekmovanje godb Slovenije v zabavnem programu za pokal Vinka Štrucla 2019 – zlata plaketa s pohvalo (kategorija nad 40 članov) in pokal Vinka Štrucla (za doseženo prvo mesto)[26][27]
- 2021 Nova Gorica: Javni sklad Republike Slovenije za kulturne dejavnosti – Zlato jubilejno priznanje (ob 60. obletnici aktivnega delovanja na področju ljubiteljske kulture)[28]
- 2022 Ormož: 25. tekmovanje godb Slovenije v zabavnem programu za pokal Vinka Štrucla 2022 – zlata plaketa (kategorija do 40 članov)[29]
- 2023 Krško: 41. tekmovanje slovenskih godb – srebrna plaketa (druga težavnostna stopnja)[30]

## Diskografija
- Kolpingmusik Klagenfurt, Nachod Brass Orchestra, Goriški pihalni orkester, Puhački orkestar Lovran, Banovčanka youth brassband, Duvački orkestar Pančevo, Pihalni orkester Salonit Anhovo, Limena glasba vatrogasnog društva Bugojno, Pihalni orkester Goriška Brda, Pihalni orkester Mura Menti, Pihalni orkester Vogrsko, Brass Orchestra Tatara, La civica orchestra di fiati Giuseppe Verdi, Pihalni orkester Tolmin, Betania-Arad brass band, Godba Kras Doberdob, Prvačka pleh muzika – Glasba ne pozna meja: Sabotin park miru / Sabotino il parco della pace, 23. junij 2007, dirigent Črtomir Nanut (DVD, 2007)
- Jernej Rustja – Žuborenje doline, dirigent Sandi Cej (video na YouTubu, ZKD Nova Gorica, 22. marec 2022)